# 요시노 히로유키
요시노 히로유키(吉野裕行, 1974년 2월 6일~)는 일본 성우이다.

## 출연 작품

### TV 애니메이션
1996년
- 세이버 마리오넷J(키사양 외)

1997년
- 소녀혁명 우테나(타나카)
- 폭주형제 Let's&Go!! WGP(칼 헤스라 외)

1998년
- 아키하바라 전뇌조(남자학생 외)
- 폭주형제 Let's&Go!! MAX(카즈오)

1999년
- 두근두근 프레이즈(루시메이 멤버 외)

2000년
- 이누야샤(긴타)
- 반드레드(히비키 토카이)
- 포켓몬스터(나오토)
- 여신후보생(크레이 크리프 포트란)
- 러브히나(하이타니 사네유키)
- 부기팝은 웃지 않는다(오이카와 마모루)

2001년
- 반드레드 2(히비키 토카이)
- 갤럭시 앤젤(죠나단)
- 컴퓨터모험기 웹다이버(류토 외)
- 천사의 꼬리(백호 가이)

2002년
- 아쿠에리안 에이지(코지마 쥰이치)
- 아즈망가 대왕(오오야마 외)
- 왕도둑 징(앙고 스투라)
- 고스트 바둑왕(마시바 미츠루)

2003년
- 진월담 월희(로아)
- 세인트비스트 성수강림편(백호의 가이)
- 디어보이즈(사토 카즈야)
- 똑바로 가자(마메타로)

2004년
- 걸스 브라보 시리즈(마치다 마모루)
- 스쿨럼블(후유키 타케이치)
- 마법소녀 아르스(시그마)

2005년
- 블러드 플러스(미야구스쿠 카이)
- 라임색 류기담X CORSS(이누카이 쿄지로)
- 러브리스(요우지)
- 은반 칼레이도스코프(피트 펌프스)
- 미르모 퐁퐁퐁(스미타 코이치)
- 천하통일 파이어비드맨(에쿠스)
- 클러스트 엣지(크롬)

2006년
- 결계사(스미무라 요시모리)
- 두근두근 메모리얼 Only Love(카야마 유스케)
- 칭송을 받는자(누완키)
- 케모노즈메(모모타 카즈마)
- 키바(제드)
- 토나그라(카구라 유지)

2007년
- 기동전사 건담 더블오(알렐루야 하프티즘)
- 꼬마 여신 카린(사쿠라이 유우키)
- 노다메 칸타빌레(미요시 토시히코)
- 마인탐정 네우로(고다이 시노부)
- 미나미가(미나미 나츠키)
- 바카노(필로 플로센초)
- 세인트 비스트 광음서사시천사담(백호의 가이)
- 아이카 R-16(거스트)
- 수호캐릭터(타이치)
- 히로익 에이지(아타란테스)
- 블루드래곤(여관 주인)

2008년
- 트루 티얼스(노부세 미요키치)
- 기동전사 건담 더블오 2(알렐루야 하프티즘)
- 모노크롬 팩터(나나야)
- 소울이터(옥스포드)
- 수호캐릭터 두근(타이치)
- 얏타맨 신시리즈(간/얏타맨 1호)
- 이나즈마 일레븐(키도 유우토)
- 카오스 헤드(니시죠 타쿠미)
- 토라도라!(하루타 코지)
- 투러브루 트러블(사루야마 켄이치)

2009년
- 강철의 연금술사 BROTHERHOOD (졸프 J. 킴블리)
- 샹그리.라(챵)
- 수호캐릭터 두근두근(타이치)
- 미나미가 오카에리(미나미 나츠키)
- 이누야샤 완결편(긴타)
- 창천항로(순욱)
- 続 나츠메 우인장 (겐 - 玄)

2010년
- 박앵귀 (토도 헤이스케)
- 섬광의 나이트레이드 (미요시 아오이)
- 길 잃은 고양이 오버런 (키쿠치 이에야스)
- 다다미 넉장 반 세계일주 (오즈)
- 누라리횬의 손자 (고즈마루)

2011년
- 이나즈마 일레븐 GO(하야미 츠루마사, 키도 유우토)
- 롯테의 장난감!(지그루도)
- 이것은 좀비입니까 (오리토)
- SKET DANCE (후지사키 유스케/보슨)
- 치비데비! (스기사키 신)
- 은혼 (후지사키 유스케/보슨)

2012년
- 아르카나 파밀리아 (데비토)
- 신 테니스의 왕자 (히라코바 린)

2013년
- 킬라킬 (이누무타 호우카)
- 겁쟁이페달 (아라키타 야스토모

2014년
- 하이큐!! (이와이즈미 하지메

2023년
- 제물공주와 짐승의 왕 (벤느)

### OVA
- 클러스터 엣지 Secret Episode(크롬)
- 부드러운 삼국지를 자극하라!! 여포코짱(조조)
- 헌터X헌터GREED ISLAND(사브)
- 미나미가 디저트(미나미 나츠키)
- 투 러브루-트러블-(사루야마 켄이치)
- 테니스의 왕자 OVA(히라코바 린)
- 전투요정소녀 도와줘! 메이브쨩(스기야마 레이)

### 극장용 애니메이션
- 불타재탄(우나바라 유키)
- 얏타맨 신얏타메카 대집합! 장난감나라에서 대결전이다 코론!(간/얏타맨 1호)
- 월-E(모,M-O)
- 기동전사 건담 더블오 극장판 A wakening of the Trailblazer (알렐루야 하프티즘)
- 밤은 짧아 걸어 아가씨야 (헌책시장의 신)
- 프로메어 (레미 푸구나)
- 극장판 SPY×FAMILY CODE: White (프랭키 프랭클린)

### 게임
- 이나즈마 일레븐(키도 유우토)
- 오보로 무라사마(키스케)
- 카오스 헤드(니시죠 타쿠미)
- 기동전사 건담 더블오 시리즈(알렐루야 하프티즘)
- 결계사 시리즈(스미무라 요시모리)
- SIMPLE 2000 시리즈 THE 여자를 위한 연애 어드벤쳐 ~유리의 숲~(나카하라 쿠우야)
- VitaminX 시리즈(센도 키요하루)
- 히메히비 Princess Days 시리즈(텐죠지 마사야)
- 얏타맨 시리즈(간/얏타맨 1호)
- 유어 메모리즈 오브- Girl's style- 시리즈(카와모토 타쿠)
- 로맨싱 사가 민스트럴송(자밀)
- 월드 디스트럭션-이끌린 의사-(아간 아돌)
- 막말연화 화류검사전(미키 사부로)
- 박앵귀 -신선조기담-(토도 헤이스케)
- 테니스의왕자 - 두근두근 서바이벌 산과 바다의 Love Passion (히라코바 린)

### 나레이션
- S☆1.슈퍼사커(TBS)
- 도쿄 마라톤2008 스페셜(NTV)

### 드라마CD
- 앨리슨과 리리아-리리아와 트레이즈 Another Story-(트레이즈)
- 오디오드라마 반드레드(히비키 토카이)
- 회장님은 메이드사마(시로카와 나오야)
- 카오스 헤드 The parallel bootleg(니시죠 타쿠미)
- 카린 드라마CD판(우스이 켄타)
- 기동전사 건담 더블오 시리즈(알렐루야 하프티즘)
- 클러스터 엣지 시리즈(크롬)
- 연인은 동거인(사이온지 마사야)
- 슈발리에-달의공주와 용의기사-(프랑 나인하르트)
- 세인트 비스트 시리즈(백호의 가이)
- 토나그라!(카구라 유지)
- 박앵귀 시리즈(토도 헤이스케)
- BASARA-모략의 성-(미요시 유키야스)
- BL탐정 시리즈(노무라 요시유키)
- VitaminX 시리즈(센도 키요하루)
- 페르소나(이나바 마사오)
- 대역백작의 모험(게일)
- 러브☆레시피-이상한 에센스-(사쿠라이 하루)
- 러브리스 시리즈(요우지)

### 라디오
- Web라디오 [모모츠Z/모모노 기모치] (야스무라 마코토와 공동진행)
- 요시노 히로유키의 초라지! (분카방송 초!A&G+, 2007년 10월 2일 - 2010년 9월 28일)
- 요시노 히로유키의 라디오 롱 버케이션 (분카방송 초!A&G+, 2010년 10월 8일 - )